# Литванија на Светском првенству у атлетици на отвореном 2022.
Литванија је на 18. Светском првенству у атлетици на отвореном 2022. одржаном у Јуџину  од 15. до 25. јула учествовала петнаести пут, односно учествовала је под данашњим именом на свим првенствима од 1993. до данас. Репрезентацију Литваније представљало је 9 атлетичара (4 мушкараца и 5 жена), који су се такмичили у 7 дисциплина (2 мушке и 5 женских).,
На овом првенству представници Литваније су освојили 2 медаље (1 сребрна и 1 бронзана). Овим успехом Литванија је делила 31. место у укупном пласману освајача медаља.
У табели успешности према броју и пласману такмичара који су учествовали у финалним такмичењима (првих 8 такмичара) Литванија је са 2 учесника у финалу делила 31. место са 13 бодова..
| Пл.  | Земља     | 1. место | 2. место | 3. место | 4. место | 5. место | 6. место | 7. место | 8. место | Бр. фин. | Бод. |
| ---- | --------- | -------- | -------- | -------- | -------- | -------- | -------- | -------- | -------- | -------- | ---- |
| =31. | Литванија | 0        | 1        | 1        | 0        | 0        | 0        | 0        | 0        | 2        | 13   |

## Учесници
| Мушкарци: - Мариус Жиукас — 35 км ходање - Артур Мастианица — 35 км ходање - Андријус Гуџијус — Бацање диска - Миколас Алекна — Бацање диска | Жене: - Модеста Јусте Мораускаите — 400 м - Бригита Вирбалите — 20 км ходање - Урте Баикштите — Скок увис - Иева Заранкаите — Бацање диска - Ливета Јасиунаите — Бацање копља |  |

## Освајачи медаља

### Сребро (1)
- Миколас Алекна — Бацање диска

### Бронза (1)
- Андријус Гуџијус — Бацање диска

## Резултати

### Мушкарци
| Атлетичар           | Дисциплина   | Лични рекорд | Квалификације | Квалификације | Финале         | Финале       | Детаљи |
| Атлетичар           | Дисциплина   | Лични рекорд | Резултат      | Место         | Резултат       | Место        | Детаљи |
| ------------------- | ------------ | ------------ | ------------- | ------------- | -------------- | ------------ | ------ |
| Мариус Жиукас       | 35 км ходање | 2:41:32      |               |               | 2:34:16 НР, ЛР | 27 / 40 (50) |        |
| Артурас Мастијаница | 35 км ходање |              | 2:36:25 ЛР    | 33 / 40 (50)  |                |              |        |
| Миколас Алекна      | Бацање диска | 69,81        | 68,91 КВ      | 1. у гр. А    | 69,27          |              |        |
| Андријус Гуџијус    | Бацање диска | 69,59        | 66,60 КВ      | 1. у гр. Б    | 67,55          |              |        |

### Жене
| Атлетичарка               | Дисциплина   | Лични рекорд | Квалификаије  | Квалификаије | Полуфинале | Полуфинале   | Финале                | Финале       | Детаљи |
| Атлетичарка               | Дисциплина   | Лични рекорд | Резултат      | Место        | Резултат   | Место        | Резултат              | Место        | Детаљи |
| ------------------------- | ------------ | ------------ | ------------- | ------------ | ---------- | ------------ | --------------------- | ------------ | ------ |
| Модеста Јусте Мораускаите | 400 м        | 50,49        | 51,27 КВ      | 2. у гр. 3   | 52,19      | 7. у гр. 3   | Није се квалификовала | 21 / 43      |        |
| Бригита Вирбалите         | 20 км ходање | 1:27:59      |               |              |            |              | 1:35:36               | 23 / 36 (41) |        |
| Урте Баикштите            | Скок увис    | 1,91         | 1,86          | 10. у гр. А  |            |              | Нису се квалификовале | 22 / 29      |        |
| Иева Заранкаите           | Бацање диска | 62,08        | 57,57         | 12. у гр. А  | 25 / 30    |              | Нису се квалификовале |              |        |
| Ливета Јасиунаите         | Бацање копља | 63,98 НР     | 56,90 КВ, ЛРС | 1. у гр. А   | 58,97      | 10 / 27 (29) |                       |              |        |